# Episodi di Strike Back (sesta stagione)
La sesta stagione della serie televisiva Strike Back, intitolata Strike Back: Retribution, è stata trasmessa in prima visione sul canale britannico Sky One dal 31 ottobre 2017 al 28 febbraio 2018, mentre negli Stati Uniti è andata in onda su Cinemax dal 2 febbraio al 6 aprile 2018.
In Italia la stagione è andata in onda sul canale satellitare Sky Atlantic dal 19 marzo al 16 aprile 2018, in chiaro la stagione è andata in onda sul canale Rai 4 dal 10 luglio al 7 agosto 2020.
| nº | Titolo originale | Prima TV UK      | Prima TV USA     | Prima TV Italia |
| -- | ---------------- | ---------------- | ---------------- | --------------- |
| 1  | Episode 1        | 31 ottobre 2017  | 2 febbraio 2018  | 19 marzo 2018   |
| 2  | Episode 2        | 7 novembre 2017  | 9 febbraio 2018  | 19 marzo 2018   |
| 3  | Episode 3        | 14 novembre 2017 | 16 febbraio 2018 | 26 marzo 2018   |
| 4  | Episode 4        | 21 novembre 2017 | 23 febbraio 2018 | 26 marzo 2018   |
| 5  | Episode 5        | 28 novembre 2017 | 2 marzo 2018     | 2 aprile 2018   |
| 6  | Episode 6        | 31 gennaio 2018  | 9 marzo 2018     | 2 aprile 2018   |
| 7  | Episode 7        | 7 febbraio 2018  | 16 marzo 2018    | 9 aprile 2018   |
| 8  | Episode 8        | 14 febbraio 2018 | 23 marzo 2018    | 9 aprile 2018   |
| 9  | Episode 9        | 21 febbraio 2018 | 30 marzo 2018    | 16 aprile 2018  |
| 10 | Episode 10       | 28 febbraio 2018 | 6 aprile 2018    | 16 aprile 2018  |